# Флаг Снежинска
Флаг муниципального образования Сне́жинский городской округ Челябинской области Российской Федерации — опознавательно-правовой знак, служащий официальным символом муниципального образования.
Первый флаг города Снежинска был утверждён 4 ноября 1998 года. Флаг, отправленный на регистрацию в Геральдический совет при Президенте Российской Федерации, не был внесён в Государственный геральдический регистр, поскольку имел самостоятельную расцветку, приводящую в знаковое противоречие с гербом. Также герб не может быть помещён на муниципальном флаге, поскольку, в соответствии с современными требованиями Геральдического совета, композиция флага должна соответствовать геральдическому содержанию герба.
С учётом этих требований, 9 октября 2002 года, был утверждён ныне действующий флаг (как флаг муниципального образования «Город Снежинск», после муниципальной реформы 2006 года — Снежинский городской округ) и внесён в Государственный геральдический регистр Российской Федерации с присвоением регистрационного номера 1023.

## Описание
«Флаг города Снежинска представляет собой красное прямоугольное полотнище с соотношением ширины к длине 2:3, воспроизводящее в центре белые фигуры из герба города — плетёную пентаграмму со скрученными концами, сопровождаемую в середине кругом, а вокруг — пятью (двумя, двумя и одной) расходящимися лапами лиственницы».

## Обоснование символики
Флаг города Снежинска по своему содержанию един и гармоничен: все фигуры флага композиционно собраны в «снежинку», делая, таким образом, флаг «говорящим», и символизируют город Снежинск и его жителей как тружеников, огромный вклад которых в экономическое развитие страны имеет немаловажное значение.
Круг (безант), одна из наиболее широко употребляемых фигур — символ вечности, совершенства, непрерывного развития мироздания, аллегорически передаёт концентрацию умственных, интеллектуальных, физических сил человека.
Плетёная пентаграмма («микрокосм») в виде пятиугольника, символ молчания, учения и посвящения, связана с символом человека и означает «молчание посвящаемого».
Вместе с тем, круг и пентаграмма имеют более глубокое значение, и символически означают ядро атома и орбиты электронов, и в сочетании с красный цветом огня и энергии имеют многогранный смысл, выражая главные особенности города Снежинска:
— главным предприятием Снежинска является федеральный ядерный центр — Всероссийский научно-исследовательский институт технической физики.
— в Снежинске (в недавнем прошлом Челябинск-70) создавался и совершенствовался ядерный щит нашей страны, здесь обеспечивалась безопасность мира на планете. Сегодня об этом напоминает уникальный музей атомного оружия, где можно увидеть самую мощную в истории водородную бомбу;
— город Снежинск находится в ведении федеральных органов государственной власти и управления.
Лапы лиственницы (ели, сосны) аллегорически показывают красивую уральскую природу, окружающую город и озеро Синара, на берегу которого расположен город.
Красный цвет в геральдике символизирует право, силу, мужество, любовь, храбрость.
Белый цвет (серебро) в геральдике — символ благородства, чистоты, справедливости, великодушия.